# Paraclius emeiensis
Paraclius emeiensis är en tvåvingeart som beskrevs av Yang och Saigusa 1999. Paraclius emeiensis ingår i släktet Paraclius och familjen styltflugor.
Artens utbredningsområde är Sichuan (Kina). Inga underarter finns listade i Catalogue of Life.